# Kata-Hof

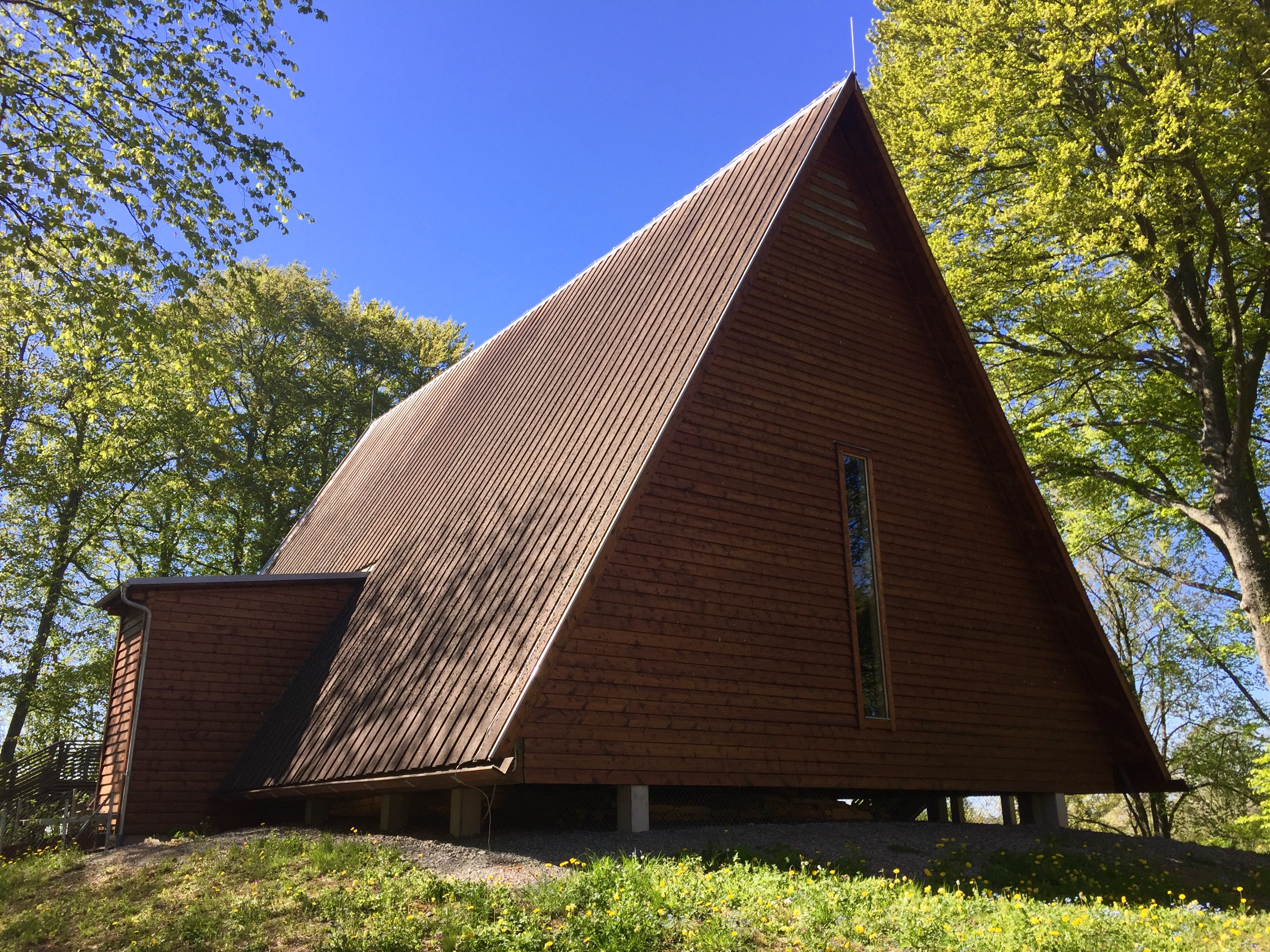
Kata-Hof

Kata-Hof (schwedisch Kata gård) ist eine archäologische Fundstelle in Schweden. Sie besteht aus einem großen Bauernhof und einer christlichen Kirche aus dem 10. Jahrhundert und befindet sich in Varnhem, einem Ort am westlichen Hang des Plateauberges Billingen in Skara.

## Geschichte
Auf dem Platz haben Menschen mehrere Tausend Jahre lang gelebt. Der Archäologe Oscar Montelius entdeckte in den 1870er und 1880er Jahren Funde, die aus dem 2. Jahrhundert n. Chr. stammen. Der Name Kata-Hof ist mittelalterlich und geht auf die wahrscheinliche Hofbesitzerin Kata zurück, die Frau von Kättil, die Anfang des 11. Jahrhunderts lebten.

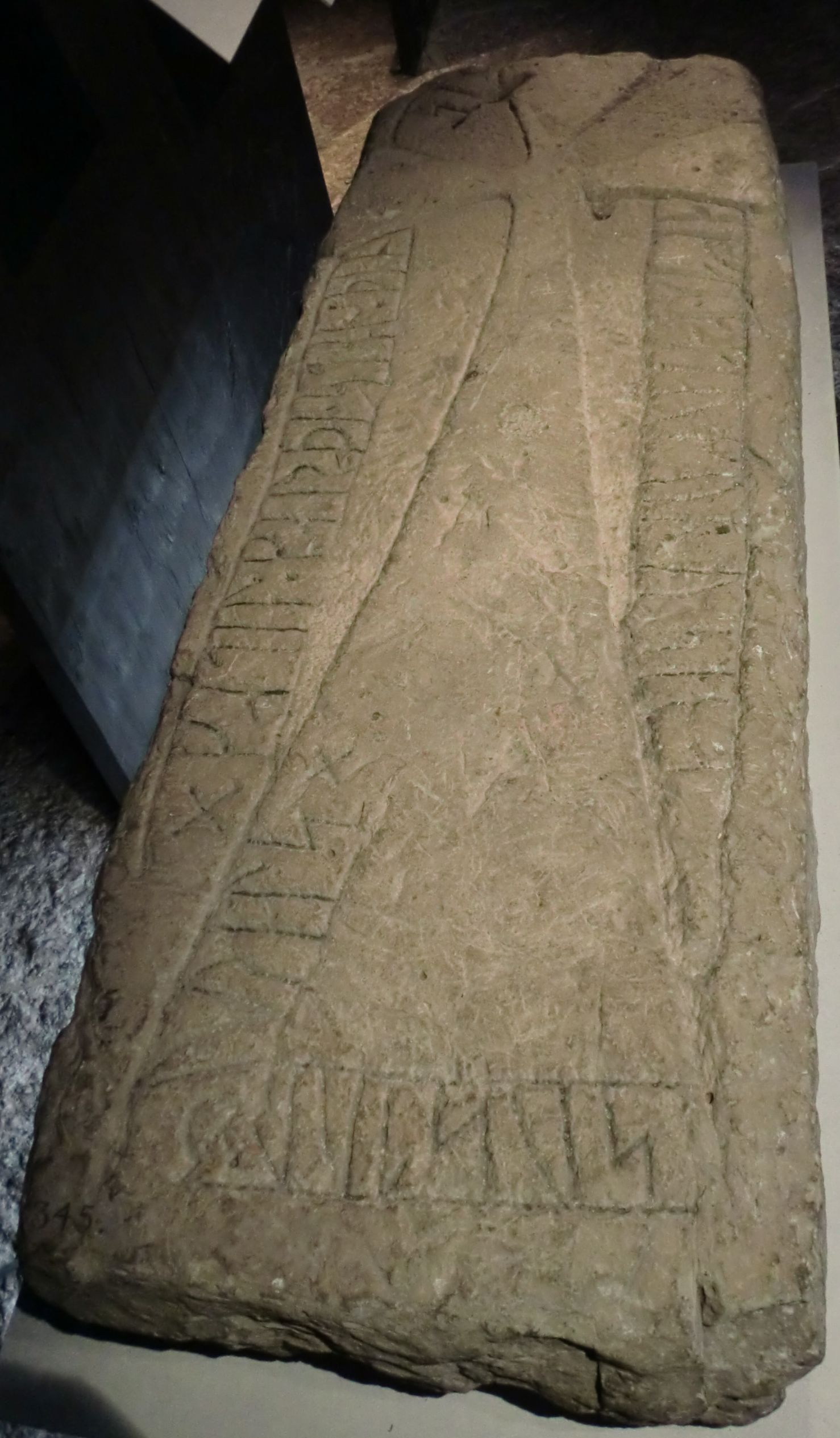
Gedenkstein für Kata mit Kreuz und Runeninschrift

Das kostspielige Grab von Kata wurde in diesem Gebiet gefunden und mit einem Stein mit einer christlichen Runeninschrift ausgestattet.
Es wurde ein weiteres Grab aus etwa derselben Zeit im Gebiet gefunden, das vermutlich das Grab von Katas Mann ist.
Auf dem Hügel hinter der Ruine des Klosters Varnhem befinden sich die Funde dieses großen, reichen und mächtigen Hofes, der schon vor der Etablierung des Klosters im 12. Jahrhundert hier lag.
Archäologische Ausgrabungen beweisen, dass die Menschen in Västergötland spätestens im 10. Jahrhundert zum Christentum konvertierten. In den Tausenden von Gräbern um die alte Steinkirche herum sind die Toten ohne Verbrennung und mit dem Kopf nach Westen und den Füßen in Richtung Osten nach christlicher Tradition beerdigt worden. Es ließ sich nachweisen, dass die ältesten gefundenen Gräber aus der ersten Hälfte des 10. Jahrhunderts stammen.
Die Ausgrabungen der Steinkirche starteten im Herbst 2005 als Zusammenarbeit zwischen dem Museum und dauerten zwölf Jahre lang. Die gefundenen Objekte werden im Västgöta Museum in Skara ausgestellt. Die Öffentlichkeit war bei den Ausgrabungen zugelassen, und die Archäologen haben hunderte von Führungen durchgeführt. Schon bei den Ausgrabungen von Oscar Montelius hat man Gegenstände aus dem Römerreich und viele englische Münzen gefunden, was darauf hindeutet, dass Varnhem schon zum Anfang unserer Zeitrechnung nahe Kontakte mit europäischen Siedlungsräumen hatte.
In den Gräbern fand man Skelette von Menschen, Windhunden, ein Statussymbol in Rom zu der Zeit, und Hauskatzen, die den Toten ins Grab folgen. 1883 wurde ein Silberschatz gefunden, der aus 476 angelsächsischen Silbermünzen besteht, von denen die jüngsten Münzen in den 1030er Jahren geprägt wurden. Runensteine im Gebiet bezeugen, dass Männer aus Västergötland als Krieger des dänischen Knut der Große in England nach der Eroberung 1015 teilnahmen.
Als die erste Holzkirche am Ende des 10. Jahrhunderts entstand, wurde aus dem Grabfeld des Hofs ein christlicher Friedhof, und die Gräber sowohl nach Status als auch nach Geschlecht sortiert. Der Kirche am nächsten lagen die Gräber der Landbesitzer. Etwas weiter weg wurden die freien Bauern beerdigt, an den Rändern des Friedhofs lagen die Gräber der Sklaven. In den besten Gräbern um die Kirche herum hat man die Toten in Kalksteinsärge gelegt. Es gibt auch viele Gräber, wo man mit eisernen Nägeln zusammengefügte Holzsärge benutzt hat. In den einfachen Gräbern gibt es keine Spuren von Särgen. Auf dem fast 4000 m² großen Friedhof sind Tausende Gräber entdeckt worden. Das schönste Grab, Katas Grab, liegt nördlich der Kirche.
Spuren der älteste Kirche stammen von einer kleinen Holzkirche von um 1000. Sie wurde nach einigen Jahrzehnten von einer größeren Kirche, die einen Steinkeller unter dem Langhaus im Westen hatte, ersetzt. Gegen Ende der 1000er Jahre hat man die Holzwände durch Steinwände ersetzt. Diese Kirche war 15 × 8 Meter groß. Aus geringer Kenntnisse vom Bauen wurden wahrscheinlich ausländische Experten eingeladen, um eine Steinkirche zu bauen, vermutlich aus Dänemark, Deutschland oder England. Während des 12. Jahrhunderts gewann in der Region das Bauen von Steinkirchen an Dynamik. Die vielen Steinkirchen können als Beweis für Reichtum und Überschuss aus Landwirtschaft und Tierhaltung interpretiert werden. Nach Ankunft der Mönche waren das Kirchengebäude in privatem Besitz und gehörten zum Gut Vornehm. Die Besitzerfamilie des Gutes unterhielt das Kirchengebäude und bezahlten den Priester.
Die zwei Meter hohen Wände bestanden aus lokal gebrochenem Kalkstein. Der Keller kann u. a. datiert werden durch die Steinsärge, die nach dem Bau des Kellers hinzugefügt wurden. Ein Sarg hat einen schmaleren Teil und eine Kopfnische, die für die Steinsärge der oberen sozialen Schicht typisch sind. Das weibliche Skelett im Grab ist ungefähr auf das Jahr 975 datiert worden. Auf diesem Grab lag ein Runenstein mit der Inschrift „Kättil machte diesen Stein nach Kata seiner Frau, der Schwester von Torgils“. Der Stein mit dem Kreuz und der Runeninschrift wurde schon 1884 im Park südlich von der Klosterkirche in Vornehm, aber nördlich von dem damals unbekannten Klostergebäude aus den 1000er Jahren gefunden.
Kata war zwischen 30 und 35 Jahre alt, als sie starb. Sie war 160 cm groß und schlank. Man hat Stoffreste der Kleidung, die sie bei der Beerdigung trug, gefunden. Ihre Zähne waren in ausgezeichnetem Zustand, ohne Karies, Infektionen oder spürbaren Verschleiß. Ihr Skelett zeigt auch keine Anzeichen von schwerer körperlicher Arbeit. Es wurde daher geschlossen, dass sie eine hochrangige Frau war, die mit großer Wahrscheinlichkeit mit ihrem Mann Kättil das Gut Varnhem besaß.
Der große Bauernhof Varnhem war bis in die 1100er Jahre in privatem  Besitz. Ein originalgroßes Modell der Kleidung, typisch für die Zeit, wird im Västgöta Museum Skara gezeigt.

## Schenkung der Frau Sigrid

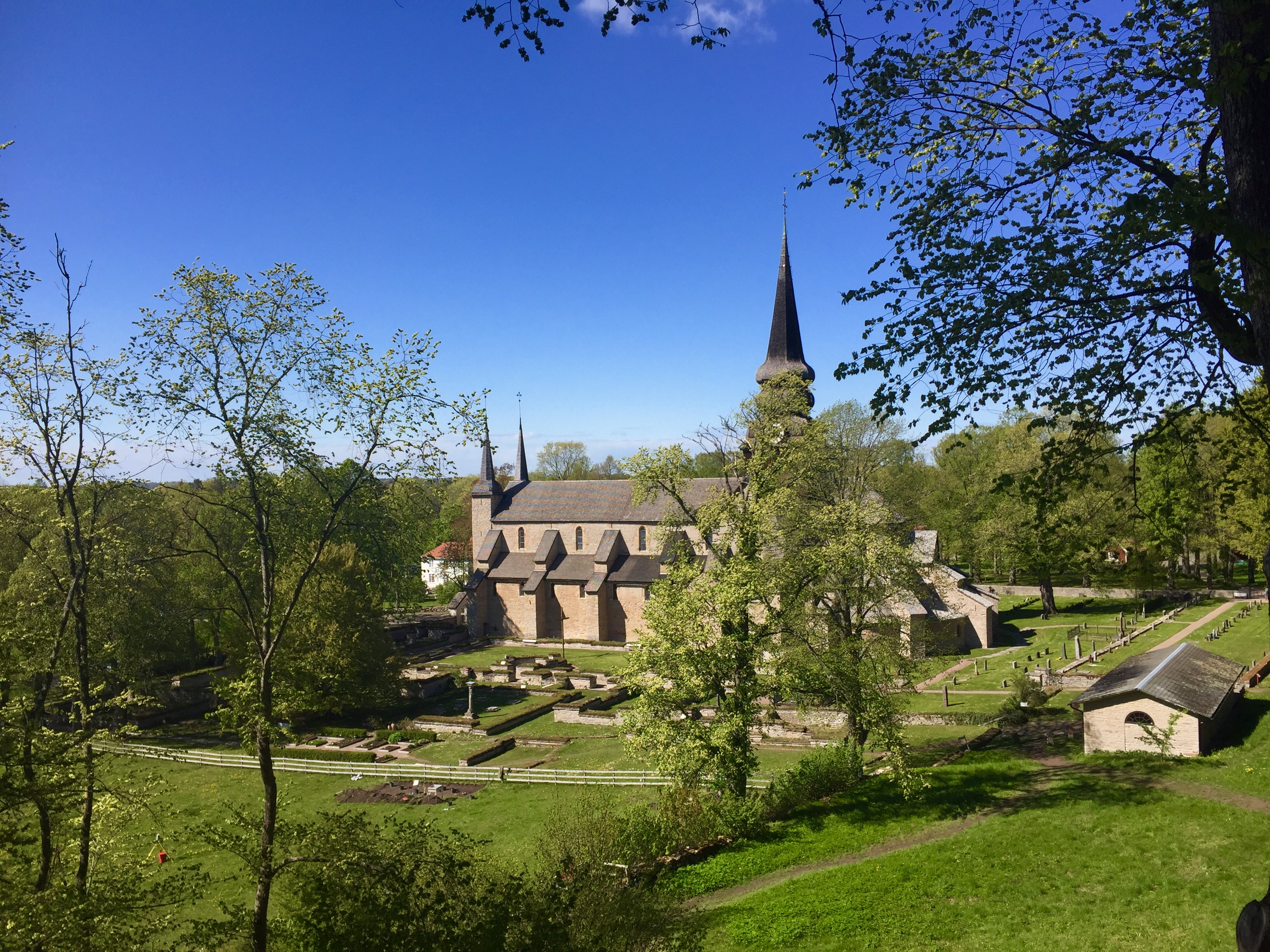
Blick auf die Klosterkirche Varnhem von Kata-Hof

Der große Bauernhof in Varnhem war bis zum 12. Jahrhundert in privatem Besitz. Die letzte bekannte Besitzerin des Hofes hieß nach der Überlieferung Sigrid, sie war eine Verwandte der damaligen Königin Kristina Björnsdotter, die aus der Familie Stenkil stammte. Frau Sigrid schenkte der Kirche den Hof etwa 1150, damit die Mönche ein Kloster etablieren konnten. Kristina hat aber die Schenkung nicht gemocht und hat während einer Zeit die Mönche vertrieben, da sie der Meinung war, dass sie durch ihre Verwandtschaft mit Frau Sigrid das Erbrecht am Hof hatte. Der Streit konnte aber gelöst werden, und die Mönche konnten zurückkehren und den Bau des Klosters fortsetzen.
Dieses Zisterzienserkloster wurde bald das größte im Norden.
Die alte Steinkirche gehörte zur Schenkung Frau Sigrids. Als die Mönche eine eigene Klosterkirche bauten, hatte die alte Steinkirche ausgedient. Sie wurde nun für andere Zwecke im Kloster genutzt u. a. während des 13. und 14. Jahrhunderts als Werkstatt für feinere Metallarbeiten. Im Chor hat man Spuren einer Giesserei gefunden und im Langhaus Speisreste, Teile eines Kamms, eine Schachfigur (Läufer) aus Horn und andere Dinge, die darauf deuten, dass das Gebäude als Wohnraum diente. Einige der Eingänge wurden zugemauert und eine Wand zwischen dem Langhaus und dem Chor gebaut. Im Langhaus wurde in einer Ecke ein Kamin gemauert.
Nach der Schenkung wurden weniger Beerdigungen auf dem Friedhof durchgeführt und hörten um die Jahrhundertwende 1200 ganz auf. Die Hofkirche wurde wahrscheinlich während des späten Mittelalters abgerissen und das Steinmaterial für andere Bauten verwendet. Damit verschwanden das meiste Mauerwerk über dem Boden.

## Der Überbau
Der Bau über der Fundstelle wurde 2017 eingeweiht, hat den Querschnitt eines gleichschenkligen Dreiecks und besteht aus Brettschichtholz. Der Dachstuhl liegen auf horizontalen Schwellen aus Brettschittbindern auf, die auf Trägern in der Erde stecken. Die Wände sind schräg, das Dach ist geteert.  Der Überbau über dem Grund und dem Grab ist 12 Meter breit und 19 Meter lang. Präsentiert wird die Ausstellung „Christliche Wikinger in Varnhem“. Durch den zentralen Glasboden sieht man die Reste der Krypta unter der ehemaligen Steinkirche sowie Katas Grab mit dem Runenstein. Die Krypta könnte der älteste noch erhaltene Raum in Schweden sein. Die Besucher können sich ringsherum bewegen und die Ruine von allen Seiten sehen. Einige Modelle zeigen, wie die erste Holzkirche und die voll ausgebaute Steinkirche ausgesehen haben könnten.
Der Überbau ist ungeheizt.